# Matan Baltaxa
Matan Baltaxa (hebräisch מתן בלטקסה; * 20. September 1995 in Schoham) ist ein israelisch-polnischer Fußballspieler.

## Karriere

### Verein
Baltaxa begann seine Karriere bei Hapoel Petach Tikwa. Im Januar 2015 stand er erstmals im Profikader von Hapoel. Sein Debüt in der Ligat ha’Al gab er im selben Monat gegen Maccabi Netanja. Dies blieb sein einziger Saisoneinsatz, mit Petach Tikwa stieg er zu Saisonende aus der höchsten Spielklasse ab. In der Saison 2015/16 kam er dann zu 25 Einsätzen in der Liga Leumit. In der Saison 2016/17 absolvierte er 33 Zweitligapartien und machte sechs Tore.
Zur Saison 2017/18 wechselte er zum Erstligisten Maccabi Tel Aviv. Für Maccabi kam er in seinem ersten Halbjahr jedoch nicht zum Einsatz. Daraufhin wurde er im Januar 2018 an den Ligakonkurrenten Hapoel Akko verliehen. Für Akko kam er bis Saisonende zu 16 Einsätzen in der Ligat ha’Al, aus der er mit dem Verein zu Saisonende als Tabellenletzter jedoch abstieg. Zur Saison 2018/19 wurde Baltaxa innerhalb Tel Avivs an Bne Jehuda Tel Aviv weiterverliehen. Für Bne Jehuda kam er in jener Spielzeit zu 35 Einsätzen in der höchsten israelischen Spielklasse, zudem gewann er mit dem Klub den Cup.
Zur Saison 2019/20 kehrte der Außenverteidiger zunächst wieder zu Maccabi zurück. Mit Maccabi gewann er im Juli 2019 den Supercup gegen seinen Ex-Klub Bne Jehuda. Dies sollte jedoch sein einziger Einsatz bleiben, ehe er im August 2019 ein zweites Mal an Bne Jehuda verliehen wurde. Für den Stadtrivalen kam er während der zweiten Leihe zu 31 Ligaeinsätzen. Zur Saison 2020/21 kehrte er wieder zu Maccabi zurück und gewann mit dem Klub in jener Spielzeit wieder den Supercup und zudem auch den Cup. In der Liga kam er zu acht Einsätzen für Maccabi. In der Saison 2021/22 absolvierte er 21 Partien in der Ligat ha’Al.
Zur Saison 2022/23 wechselte Baltaxa zum österreichischen Bundesligisten FK Austria Wien, bei dem er einen bis Juni 2025 laufenden Vertrag erhielt. Bei der Austria konnte er sich aber nie durchsetzen, insgesamt kam er in eineinhalb Jahren zu zwölf Einsätzen in der Bundesliga. Im Januar 2024 kehrte er wieder zu Maccabi zurück.

### Nationalmannschaft
Baltaxa wurde im Juni 2021 erstmals für die israelische Nationalmannschaft nominiert. Sein Debüt für diese gab er im selben Monat in einem Testspiel gegen Portugal.